# Aula De Nieuwe Ooster

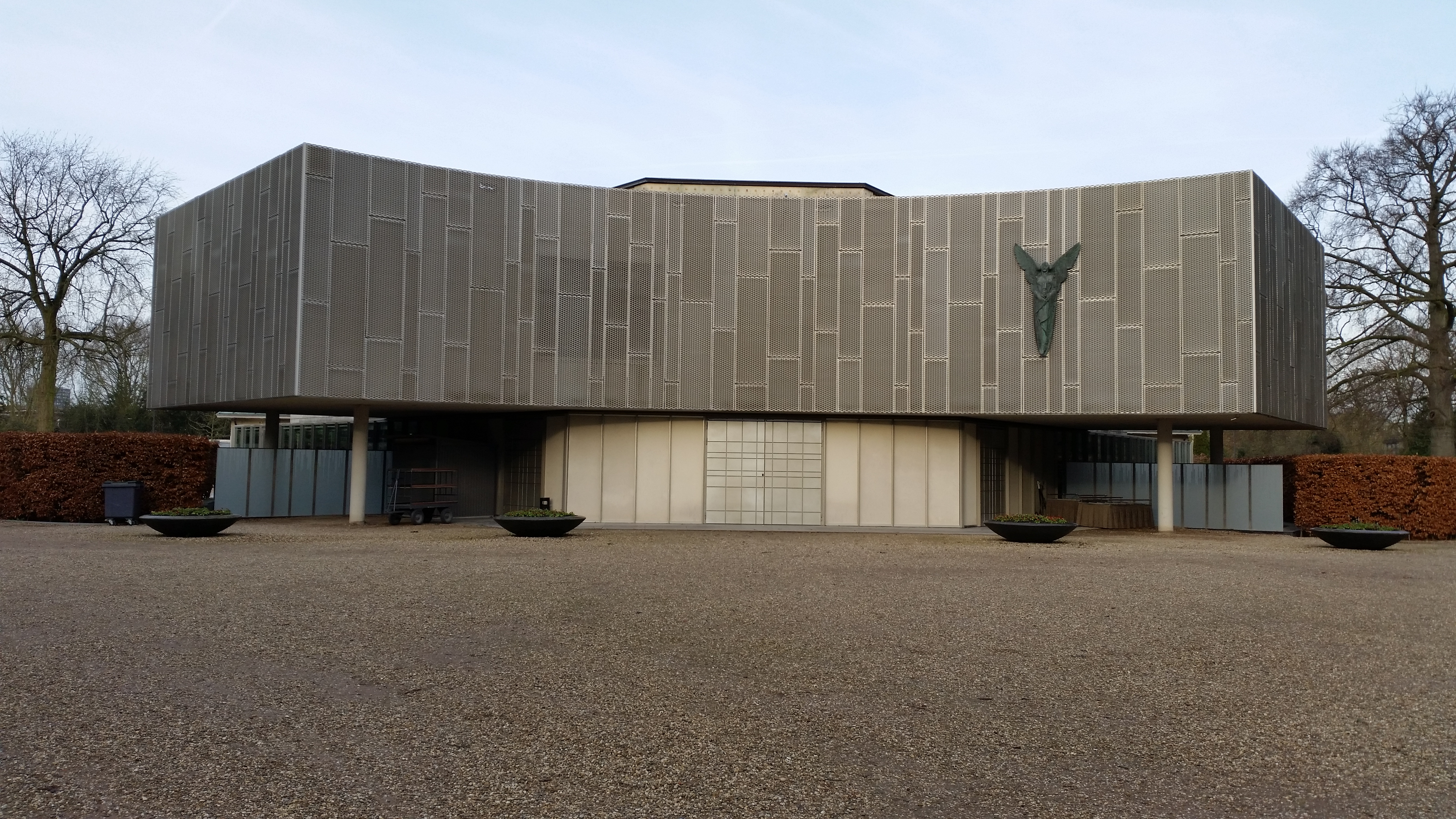
Achtergevel met beeld van Fred Carasso (januari 2020)

De Aula van De Nieuwe Ooster is een bouwwerk in Amsterdam-Oost. Het is sinds 12 januari 2004 (deels) een rijksmonument.
In 1938/1939 werd gebouwd aan een nieuwe aula, ontworpen door Jan Leupen. Deze moest een verouderde aula van Adriaan Willem Weissman vervangen. Leupen ontwierp met hulp van de Dienst der Publieke Werken in de traditionalistische stijl. Het gebouw staat op de hoofdas van de begraafplaats, vrijwel direct achter de hoofdingang, ook een rijksmonument en nog wel van Weismann. Het gebouw past in die hoofdas vanwege haar symmetrische opzet. Het oorspronkelijke gebouw uit de jaren 30 bestaat uit één bouwlaag, die op zich diverse hoogten kent. Centraal (op de as) staat de aula; in de vleugels huisden administratie en archief. Het zadeldak en de topgevel van het centrale deel hebben de vorm van een fronton. Verder vallen het groene dak van koper en de sierrozen op.
Het gebouw werd tot rijksmonument verklaard vanwege de toegepaste stijl, tevens binnen de gebouwen op begraafplaatsen; de toegepaste traditionalistische stijl en ook het belang binnen het totale oeuvre van Leupen. Onder het monumentschap vallen ook de wandschilderingen van Albert Muis.  
Het gebouw werd 1990 uitgebreid met een crematorium. Achter deze aula kwam in 2014 nieuwbouw van de hand van Bierman Henket, dat verpakt is in metaal, en eveneens symmetrisch gebouwd.
Sinds 1955 hangt het beeld Engel des doods van Fred Carasso aan de achtergevel, ook nadat bovengenoemde nieuwbouw gerealiseerd was. 